# Batalla de Secunda
La política de Yúsuf ibn Abd ar-Rahmán al-Fihri, nombrado emir gracias a la presión que ejerció su aliado y asesor político el qais as-Sumayl ibn Hátim al-Kilabi y por tanto favorable a los qais, provocó la revuelta de los yemeníes cuando uno de los aspirantes descartados al puesto de gobernador de al-Ándalus, Yahya ibn Hurayth, destituido del mando de Archidona, fue a ofrecer el mando al destituido valí Abu ul-Jattar, y su coalición fue derrotada el 747 en la batalla de Saqunda. Abu ul-Jattar y Yahya ibn Hurayth fueron ejecutados por Yúsuf al-Fihri.
La victoria consolidó la autoridad y el prestigio personal de Yúsuf al-Fihri quien creyó poder liberarse de la tutela de as-Sumayl, al que ofreció el gobierno de Saraqusta.
Saqunda era un arrabal de Qurtuba (Córdoba), a dos kilómetros y medio de la medina, que celebraba mercado y era habitado por mercaderes y artesanos.